# Festival samurái de Fukushima
Reconocido como bien de interés cultural, el Festival samurái de la prefectura de Fukushima en Japón, bucea en las raíces del Japón feudal del siglo X y rememora los ejercicios militares secretos de los guerreros samurái.
El festival se celebra el 23 de septiembre, que marca el último día de la guerra con la derrota de Aizuwakamatsu en 1868.

## Historia
La ciudad de Aizuwamatsu es muy conocida por la cultura samurái, cada año por tres días se arma el festival alrededor del castillo tsurugajo, en memoria de los 3000 miembros del clan Aizu que murieron en la guerra civil de boshin.

## Actividades
En el festival aparte de encontrar puestos de comida típica y mercados de artesanías también tiene representaciones de batallas y espectáculos de batalla de samurái, captura de caballos y un desfile de jinetes.

## Festival después del Terremoto de Japón 2011
La provincia de Fukushima fue una de las más afectadas por la tragedia del 11 de marzo pero a pesar de esto continuo como se tenía planeado, por todo lo sucedido en esas fechas el número de turistas y participantes descendieron en gran medida y muchas de las actividades no serán puesta o se colocaran en un nuevo sitio debido a las zonas
de radiación.